# Ennery (Mozela)
Ennery – miejscowość i gmina we Francji, w regionie Grand Est, w departamencie Mozela.
Według danych na rok 1990 gminę zamieszkiwały 1743 osoby, a gęstość zaludnienia wynosiła 241 osób/km² (wśród 2335 gmin Lotaryngii Ennery plasuje się na 244. miejscu pod względem liczby ludności, natomiast pod względem powierzchni na miejscu 813.).